# Radhades crassus
Radhades crassus är en insektsart som beskrevs av William Lucas Distant 1912. Radhades crassus ingår i släktet Radhades och familjen dvärgstritar. Inga underarter finns listade i Catalogue of Life.